# Данильченко, Павел Трофимович
Павел Трофимович Данильченко (12 [25] августа 1902, Феодосия, Таврическая губерния — 16 августа 1962, Симферополь) — советский химик, доктор химических наук (1941), профессор (1931). Организатор Крымской научной школы физико-неорганической химии.

## Биография
Родился 12 (25) августа 1902 года в Феодосии. Окончил Константиновское реальное училище в Севастополе (1920) и физико-математический факультет Крымского университета имени М. В. Фрунзе (1924).
Трудовую деятельность начал в качестве препаратора химической лаборатории Крымского университета, затем старшего ассистента, доцента кафедры химии (1926—1931). С 1926 по 1935 год был сотрудником 1-го разряда Крымского научно-исследовательского института. В 1931—1960 годах — профессор КГПИ имени М. В. Фрунзе, заведующий кафедрой химии (1933—1960). Параллельно с 1931 по 1956 год являлся профессором, заведующим кафедрой химии КГМИ имени И. В. Сталина (в 1942—1943 годах в эвакуации в Кзыл-Орде). В 1941 году в Институте общей и неорганической химии АН СССР защитил диссертацию «Коллоидные гидраты» на степень доктора химических наук. В 1944—1959 годах работал заведующим сектором химии Крымского филиала Академии наук СССР (с 1948 года — Институт минеральных ресурсов АН УССР).
В 1953 году инициировал создание и возглавил Крымское отделение Всесоюзного химического общества имени Д. И. Менделеева. Награждён орденом Ленина.
Умер 16 августа 1962 года в Симферополе.

## Научная деятельность
Сфера научных интересов — физико-химический анализ коллоидно-дисперсных систем, неорганическая химия, катализ, химия моря.
В 1923 году принял участие в глубоководной экспедиции на Чёрном море, в 1926 году — в восстановлении Сакского бромного завода. Возглавлял работу по изучению минеральных ресурсов Крыма. Под руководством профессора П. Т. Данильченко защищено 20 кандидатских диссертаций.

## Основные работы
- Получение бромистого водорода в присутствии угля // Журнал Русского физико-химического общества. — 1927. — Т. 59. — С. 851 (в соавторстве).
- К методике определения кислорода в присутствии сероводорода // Труды Крымского научно-исследовательского института. — 1927. — Т. 1. — С. 24 (в соавторстве).
- К вопросу о происхождении сероводорода в Чёрном море. — [Севастополь : [б. и.], 1925]. — [51] с.
- Азот и его соединения в Чёрном море. — [Л.]: [б. и.], [1930]. — 15 с.
- Каталитический метод рафинирования брома // Журнал Русского физико-химического общества. — 1927. — Т. 59. — С. 953 (в соавторстве).
- Превращение йода и воды в йодистый водород в присутствии угля // Журнал Русского физико-химического общества. — 1929. — Т. 61. — С. 123 (в соавторстве).
- Меркуриды церия, лантана, празеодима и неодима // Журнал общей химии. — 1931. — Т. 1. — С. 467.
- О законе изменения коэффициента карбонизации в мировом океане // Известия АН СССР, Отделение математики и естественных наук. — 1933. — № 10. — С. 1439 (в соавторстве).
- Исследование гелей по методу третьего компонента. Гидраты двуокиси кремния // Известия Крымского педагогического института. — 1935. — Т. 5. — С. 25. (в соавторстве).
- Количественное определение стехиометрически связанной воды в гидрогелях и других тонкодисперсных системах по методу третьего компонента // Журнал аналитической химии. — 1947. — Т. 2, № 5. — С. 299—308.
- Определение состава сложного соединения в тонкодисперсных системах по методу четвёртого компонента // Коллоидный журнал. — 1948. — Т. 10. — С. 7 (в соавторстве).
- Гидрохимия Сиваша. — М.: Изд-во АН СССР, 1954. — 154 с. (в соавторстве).
- К вопросу о природе воды монтмориллонита // Известия Крымского педагогического института. — 1957. — Т. 24. — С. 143 (в соавторстве).
- К вопросу о фазовом составе керченской железной руды // Известия Крымского педагогического института. — 1957. — Т. 24. — С. 185 (в соавторстве).
- Физико-химия железных руд // Изучение и освоение минеральных богатств Крыма за годы Советской власти. — Симферополь: Институт минеральных ресурсов, 1957.
- Рефрактометрическое исследование реакций в растворах // Журнал неорганической химии. — 1958. — Т. 3. — С. 1398 (в соавторстве).
- Физико-химические основы дезарсенизации керченских железных руд // Известия АН СССР, Отделение технических наук. — 1959. — Т. 4. — С. 8 (в соавторстве).
- Активные фазы и равновесие в системе АВ ↔Атв +Впар // Журнал неорганической химии. — 1960. — Т. 5. — С. 2333 (в соавторстве).